# Vicia michauxii
Vicia michauxii — вид квіткових рослин з родини бобових (Fabaceae). Ареал: Афганістан, Іран, Ірак, Казахстан, Киргизстан, Ліван, Сирія, Пакистан, Таджикистан, Туреччина, Туркменістан, Узбекистан.

## Середовище
Зустрічається на висотах від 500 до 2650 метрів над рівнем моря. Vicia michauxii мешкає лише на сухих сільськогосподарських угіддях та порушених землях. Це відносно рідкісний вид, який має досить широкий ареал, але обмежений сухими сільськогосподарськими та порушеними угіддями, які зазвичай надмірно випасаються або схильні до урбанізації.